# Liste der Biografien/Friedb
Liste der Biografien |
Portal Biografien |
Personensuche
# |
A |
B |
C |
D |
E |
F |
G |
H |
I |
J |
K |
L |
M |
N |
O |
P |
Q |
R |
S |
T |
U |
V |
W |
X |
Y |
Z |
?
 
Fa |
Fe |
Ff |
Fh |
Fi |
Fj |
Fk |
Fl |
Fm |
Fn |
Fo |
Fr |
Ft |
Fu |
Fy
 
Fra |
Frc |
Fre |
Frg |
Fri |
Frk |
Frl |
Fro |
Fru |
Fry
 
Fria |
Frib |
Fric |
Frid |
Frie |
Frig |
Frih |
Frii |
Frij |
Frik |
Fril |
Frim |
Frin |
Frio |
Frip |
Frir |
Fris |
Frit |
Friv |
Friz
 
Frieb |
Fried |
Frief |
Frieg |
Frieh |
Friel |
Friem |
Frien |
Frier |
Fries |
Friet |
Friew |
Friez
 
Frieda |
Friedb |
Friede |
Friedh |
Friedi |
Friedj |
Friedk |
Friedl |
Friedm |
Friedr |
Frieds |
Friedt |
Friedw
Die Liste der Biografien führt alle Personen auf, die in der deutschsprachigen Wikipedia einen Artikel haben. Dieses ist eine Teilliste mit 17 Einträgen von Personen, deren Namen mit den Buchstaben „Friedb“ beginnt.

## Friedb

### Friedbe
- Friedberg, Bernhard (1876–1961), deutsch-israelischer Hebraist
- Friedberg, Carl (1872–1955), deutscher Pianist und Musikpädagoge
- Friedberg, Emil Albert von (1837–1910), deutscher Kirchenrechtler
- Friedberg, Gertrude (1908–1989), US-amerikanische Autorin
- Friedberg, Heinrich von (1813–1895), deutscher Politiker und Rechtswissenschaftler
- Friedberg, Hermann (1817–1884), deutscher Chirurg und Gerichtsmediziner
- Friedberg, Ilya (* 1982), russisch-israelischer Pianist
- Friedberg, Isak († 1870), deutscher Bezirksrabbiner in Baden
- Friedberg, Jason, US-amerikanischer Regisseur und Drehbuchautor
- Friedberg, Mark, US-amerikanischer Szenenbildner
- Friedberg, Robert (1851–1920), deutscher Nationalökonom und Politiker (NLP, DDP), MdR
- Friedberg, Solomon (* 1958), US-amerikanischer Mathematiker
- Friedberg, Volker (1921–2014), deutscher Gynäkologe und Geburtshelfer
- Friedberger, Eberhard († 1458), Baumeister, Steinmetz und Ingenieur
- Friedberger, Ernst (1875–1932), deutscher Immunologe und Hygieniker
- Friedberger, Lisa (* 1997), deutsche HandballspielerinLisa Friedberger (* 1997)

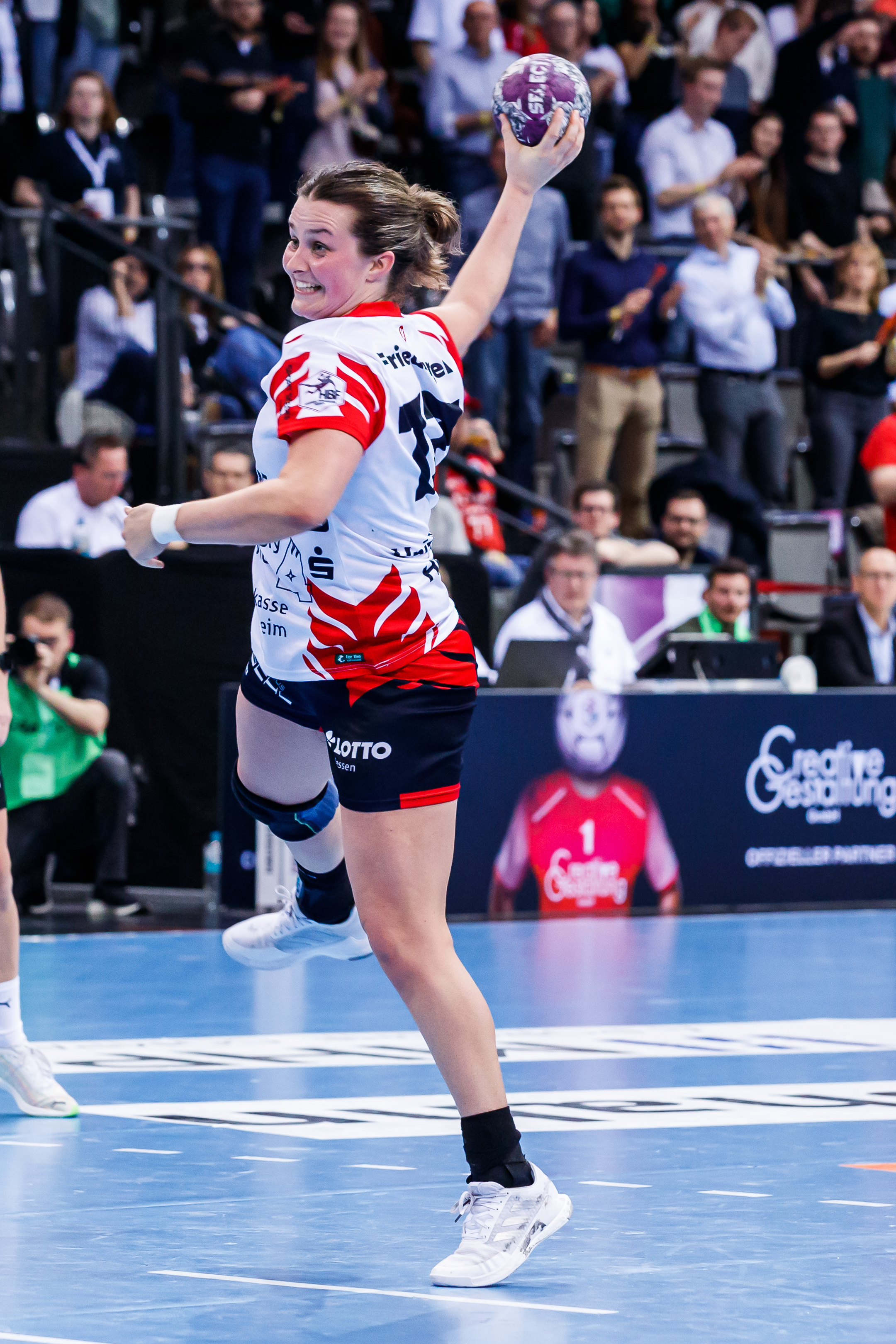
Lisa Friedberger (* 1997)

### Friedbi
- Friedbichler, Franz (1850–1880), deutscher Genre- und Tiermaler